# 凱納爾波因特 (佛羅里達州)
凱納爾波因特（英語：Canal Point）是位於美國佛羅里達州棕櫚灘縣的一個人口普查指定地區。

## 地理
凱納爾波因特的座標為26°51′43″N 80°50′37″W / 26.86194°N 80.84361°W，而該地最高點為海拔高度4米（即13英尺）。

## 人口
根據2010年美國人口普查的數據，凱納爾波因特的面積為4.00平方千米，當中陸地面積為4.00平方千米，而水域面積為0.00平方千米。當地共有人口525人，而人口密度為每平方千米131人。